# Anti Babylon System
Anti Babylon System – zespół muzyczny o profilu ewangelizacyjnym, działający przy wspólnocie Odnowy w Duchu Świętym „Pójdź za Mną” w parafii św. Andrzeja Boboli w Bielsku-Białej. Powstał z inicjatywy Pawła Kurza i Jacka Polczyka jako forma głoszenia chrześcijańskiego przesłania poprzez muzykę reggae. Zespół koncertuje zarówno w przestrzeniach sakralnych, jak i świeckich – w kościołach, pubach, na festiwalach w Polsce i za granicą.

## Historia
Zespół powstał w 2000 roku w Bielsku-Białej . Członkowie zespołu wywodzą się ze środowiska odnowy charyzmatycznej. Nazwa grupy nawiązuje do biblijnego Babilonu jako symbolu moralnego upadku i duchowego zamętu, wobec którego zespół wyraża sprzeciw. Współpracują z przedstawicielami różnych wyznań chrześcijańskich i aktywnie uczestniczą w inicjatywach ekumenicznych. Wspierani przez lokalny Kościół, łączą działalność muzyczną z misją ewangelizacyjną inspirowaną słowami z 2 Tm 4,2.

## Twórczość
Działalność artystyczna zespołu Anti Babylon System łączy muzykę z dawaniem świadectwa osobistego nawrócenia. Twórczość opiera się na muzyce reggae jako nośniku treści religijnych i egzystencjalnych. Ich utwory poruszają tematy bliskie młodym ludziom, skłaniając do refleksji nad kondycją współczesnego człowieka i sensem życia bez odniesienia do Jezusa. Koncerty zespołu mają charakter wspólnotowy – łączą muzykę z modlitwą i podkreślają obecność Bożej miłości i potęgi.
Zespół charakteryzujące się rozbudowanym instrumentarium i dopracowanym brzmieniem. W odróżnieniu od wcześniejszych formacji tego nurtu, grupa unika uproszczeń aranżacyjnych i prezentuje podstawowy poziom wykonawczy. Kompozycje utrzymane są w konwencji klasycznego, rytmicznego reggae, a teksty konsekwentnie odwołują się do chrześcijańskiego przesłania, przyjmując formę jednoznacznej deklaracji światopoglądowej. Twórczość zespołu wpisuje się w tendencję profesjonalizacji chrześcijańskiego reggae, dotychczas kojarzonego z działalnością o charakterze amatorskim .

## Skład
- Paweł Kurz (wokal, gitara towarzysząca)
- Radosław Pendziałek (gitary)
- Jacek Polczyk (bas)
- Paweł Świderski (perkusja)
- Dorota Zaziąbło (instrumenty klawiszowe)[5]

## Występy
- 2015 –  6 Exodus Młodych: Spotkanie Młodzieży w Diecezji Zamojsko-Lubaczowskiej[6][7]
- 2018 – Ogólnopolskie Święto Młodzieży na Górze Św. Anny[8]

## Notowania
- 2009: 17. miejsce z utworem Inny Wymiar w 391. notowaniu „Muzyczne Dary” czasopisma „Niedziela. Tygodnik Katolicki”[9]
- 2019: utwór zespołu Moja Ojczyzna uplasował się na 10. miejscu 890. notowania „Muzyczne Dary” Dariusza Ciszewskiego i Janusza „Yaniny” Iwańskiego[10]

## Dyskografia
- 2008 – Światło
- 2012 – Naham
- 2015 – Świątecznie
- 2025 – Gethsemani

Wszystkie płyty wydane zostały przez AV Studio .